# Жан-Луї Понс
Жан-Луї Понс (фр. Jean-Louis Pons, 24 грудня 1761 — 14 жовтня 1831) — французький астроном, спостерігач Марсельської обсерваторії, потім (1819) директор обсерваторії в La Marlia, поблизу Лукки, нарешті (1829), обсерваторії у Флоренції. Відкрив 37 комет, в том числі дві періодичних: одну з коротким періодом в 3,25 року, що отримала назву комети Енке, іншу з періодом в 72 роки, що носить його ім'я.

## Пам'ять
У 1935 році Міжнародний астрономічний союз присвоїв ім'я Жана-Луї Понса кратеру на видимому боці Місяця.